# Liste der Baudenkmale in Lachendorf
In der Liste der Baudenkmale in Lachendorf sind alle Baudenkmale der niedersächsischen Gemeinde Lachendorf im Landkreis Celle aufgelistet. Die Quelle der Einträge ist der Denkmalatlas Niedersachsen mit tw. Kürzungen. Der Stand der Liste ist der 19. Mai 2024.

## Allgemein
In den Spalten befinden sich folgende Informationen:
- Lage: die Adresse des Baudenkmales und die geographischen Koordinaten. Kartenansicht, um Koordinaten zu setzen. In der Kartenansicht sind Baudenkmale ohne Koordinaten mit einem roten Marker dargestellt und können in der Karte gesetzt werden. Baudenkmale ohne Bild sind mit einem blauen Marker gekennzeichnet, Baudenkmale mit Bild mit einem grünen Marker.
- Bezeichnung: Bezeichnung des Baudenkmales
- Beschreibung: die Beschreibung des Baudenkmales. Unter § 3 Abs. 2 NDSchG werden Einzeldenkmale und unter § 3 Abs. 3 NDSchG Gruppen baulicher Anlagen und deren Bestandteile ausgewiesen.
- ID: die Objekt-ID des Baudenkmales
- Bild: ein Bild des Baudenkmales, ggf. zusätzlich mit einem Link zu weiteren Fotos des Baudenkmals im Medienarchiv Wikimedia Commons. Wenn man auf das Kamerasymbol klickt, können Fotos zu Baudenkmalen aus dieser Liste hochgeladen werden:

## Jarnsen

### Gruppe: Hofanlage Im Lachtetal 26
| Lage                                        | Bezeichnung               | Beschreibung | ID       | Bild |
| ------------------------------------------- | ------------------------- | ------------ | -------- | ---- |
| Im Lachtetal 26 52° 38′ 36″ N, 10° 17′ 2″ O | Hofanlage Im Lachtetal 26 |              | 33730711 | BW   |

Baudenkmale (Einzeln):

| Lage                                        | Bezeichnung              | Beschreibung | ID       | Bild |
| ------------------------------------------- | ------------------------ | ------------ | -------- | ---- |
| Im Lachtetal 26 52° 38′ 35″ N, 10° 17′ 1″ O | Wohn-/Wirtschaftsgebäude |              | 33761718 | BW   |
| Im Lachtetal 26 52° 38′ 36″ N, 10° 17′ 2″ O | Scheune                  |              | 33761739 | BW   |
| Im Lachtetal 26 52° 38′ 36″ N, 10° 17′ 3″ O | Torhaus                  |              | 33761781 | BW   |
| Im Lachtetal 26 52° 38′ 35″ N, 10° 17′ 3″ O | Stall                    |              | 33761760 | BW   |
| Im Lachtetal 26 52° 38′ 34″ N, 10° 17′ 1″ O | Backhaus                 |              | 33761823 | BW   |
| Im Lachtetal 26 52° 38′ 34″ N, 10° 17′ 1″ O | Ofen                     |              | 33761637 | BW   |
| Im Lachtetal 26 52° 38′ 35″ N, 10° 17′ 2″ O | Speicher                 |              | 33761802 | BW   |

### Baudenkmale (Einzeln)
| Lage                                        | Bezeichnung     | Beschreibung | ID       | Bild |
| ------------------------------------------- | --------------- | ------------ | -------- | ---- |
| Im Lachtetal 24 52° 38′ 35″ N, 10° 17′ 3″ O | Treppenspeicher |              | 33761698 | BW   |

## Lachendorf
Die älteste urkundliche Erwähnung über Lachendorf stammt aus dem Jahre 1353 und ist in einer Aufstellung des Herzogs Wilhelm II. (Braunschweig-Lüneburg) enthalten. Im Schatzregister werden 1438 neben der Mühle 18 Höfe genannt. 1538 wurde eine Papiermühle gegründet. Noch heute werden Papiere bei Drewsen Spezialpapiere hergestellt.
| Lage                                               | Bezeichnung               | Beschreibung | ID       | Bild |
| -------------------------------------------------- | ------------------------- | --- | -------- | ---- |
| Ackerstraße 16 52° 37′ 18″ N, 10° 14′ 47″ O        | Wohn-/ Wirtschaftsgebäude | Eingeschossiger Zweiständer-Fachwerkbau unter Halbwalmdach in roter Hohlpfannendeckung, westlich mit Remise verbunden. Zur Südseite leicht außermittige Toreinfahrt mit Vorschauer und Inschriften im Torsturz. Leicht vorkragendes Giebelfeld über Gebälk mit gerundeten Balkenköpfen und in Schiffskehlen profilierter Schwelle, nördlicher Wohngiebel gleich gestaltet. Fachwerkgefüge mit geschosshohen Streben und roter Backsteinausfachung. 1839(i) errichtet.                                                  | 33761845 | BW   |
| Ackerstraße 16 52° 37′ 17″ N, 10° 14′ 47″ O        | Remise                    | Im rechten Winkel an Hallenhaus angeschlossener Fachwerkbau auf Backsteinsockel unter Satteldach in roter Hohlpfannendeckung. Zur Südseite sowie zur östlichen Traufseite Toreinfahrten, hofseitig Ladeerker. Symmetrisches Fachwerkgefüge mit einzelnen Andreaskreuzen, moderne Ausfachungen in roter Backstein-Ziersetzung. Um 1900. | 33761866 | BW   |
| Ahnsbecker Straße 16 52° 37′ 19″ N, 10° 14′ 58″ O  | Schulgebäude              | Langgestreckter, eingeschossiger und giebelständiger Vierständer-Fachwerkbau unter Halbwalmdach in Hohlziegelpfannendeckung. Südöstliche Giebelseite mit Hauptzugang mit Windfang. Fachwerkgefüge mit gekuppelten Ständern und roter Backsteinausfachung. 1850 errichtet. | 33761887 |      |
| Ahnsbecker Straße 16 52° 37′ 20″ N, 10° 14′ 58″ O  | Wasserpumpe               | | 33761597 | BW   |
| Kirchstraße 15 52° 37′ 7″ N, 10° 14′ 51″ O         | Christuskirche            | Einschiffiger Saalbau in rotem Backsteinmauerwerk mit polygonalem Chorschluss mit Westturm. Langhaus und eingezogener Chor mit Spitzbogenfenstern mit gusseisernem Sprossenwerk und Strebepfeilern mit Kaffgesimsen, Sattel- und Walmdach in roter Hohlpfannendeckung. Zur Traufe ein Zahnschnittfries. Zum Süden Sakristeianbau. Westturm mit Hauptportal mit Fachwerk-Vordach, Fensterrose sowie spitzbogigen Schallarkaden, oberer Abschluss mit schiefergedecktem Knickhelm mit Wetterfahne. 1905 bis 1906 erbaut. | 33762015 |      |
| Mühlenstraße 52° 37′ 26″ N, 10° 15′ 3″ O           | Pflasterstraße            | Ortszentrale Straße mit historischer Pflasterung mit Kopfsteinen sowie flankierenden Sommerwegen. | 33761953 |      |
| Mühlenstraße 7 52° 37′ 25″ N, 10° 15′ 0″ O         | Scheune                   | Queraufgeschlossener Vierständer-Fachwerkbau auf Sandstein-Werksteinsockel unter Halbwalmdach in roter Hohlpfannendeckung. Traufseitig zur Achsenmitte Tordurchfahrt. Fachwerkgefüge mit teils gebogenen geschosshohen Streben und roter Backsteinausfachung. Um 1850 errichtet. | 33762035 |      |
| Mühlenstraße 7 52° 37′ 25″ N, 10° 14′ 57″ O        | Einfriedung               | Bauzeitliche Einfriedung der Hofanlage „Am Eichhof“ in Form einer Backsteinmauer und Toreinfahrt, bestehend aus profilierten Sandstein-Torpfeilern und schmiedeeisernen Torflügeln mit vegetabiler Ornamentik. | 33762056 |      |
| Mühlenstraße 10 52° 37′ 26″ N, 10° 14′ 56″ O       | Wohn-/ Wirtschaftsgebäude | | 33762075 |      |
| Mühlenstraße 10 52° 37′ 26″ N, 10° 14′ 58″ O       | Remise                    | | 33762097 |      |
| Mühlenstraße 10 52° 37′ 27″ N, 10° 14′ 58″ O       | Scheune                   | | 33762119 |      |
| Mühlenstraße 10 52° 37′ 26″ N, 10° 14′ 57″ O       | Einfriedung               | | 33762141 |      |
| Mühlenstraße 10 52° 37′ 26″ N, 10° 14′ 53″ O       | Baumbestand               | | 33761659 |      |
| Mühlenstraße 12 52° 37′ 27″ N, 10° 15′ 1″ O        | Landarbeiterwohnhaus      | Eingeschossiger Fachwerkbau auf Ziegelsockel unter Satteldach in roter Hohlpfannendeckung. Zur Westseite zwei Zugänge zu den Wohnräumen. Fachwerkgefüge mit roter Backsteinausfachung, Süd- und Ostseite in vertikalen Holzbohlenbehang. | 33762161 |      |
| Mühlenstraße 14 52° 37′ 27″ N, 10° 15′ 2″ O        | Wohn-/ Wirtschaftsgebäude | Zweiständer-Fachwerkbau unter Halbwalmdach. Fassade vollständig mit vertikalen Holzbohlenbehang verschalt. 1685 errichtet. | 33762182 |      |
| Mühlenstraße 14 52° 37′ 27″ N, 10° 15′ 2″ O        | Brunnen                   | Aus vier Sandsteinplatten zusammengesetzter rechteckiger Brunnen. | 33762203 |      |
| Oppershäuser Straße 6 52° 37′ 16″ N, 10° 14′ 40″ O | Wohnhaus                  | abgerissen, Grundstück mit einem ALDI-Markt überbaut | 33762224 |      |